# بعثة الاتحاد الأوروبي التدريبية في الصومال

شعار بعثة الاتحاد الأوروبي التدريبية في الصومال

شعار البعثة في أوغندا

بعثة الاتحاد الأوروبي التدريبية في الصومال هي عملية تدريب للقوات المسلحة الصومالية يجريها مسؤولون عسكريون من دول الاتحاد الأوروبي.

## عمليات
في 10 أبريل 2010، أطلق الاتحاد الأوروبي مهمة تدريب عسكري في الصومال، بتفويض لدعم الحكومة الاتحادية الانتقالية والمساعدة في تعزيز المؤسسات الوطنية.
تركزت بعثة الاتحاد الأوروبي في الصومال في الأصل على أنشطة التدريب. بسبب الوضع السياسي والأمني في الصومال في ذلك الوقت، أجرت البعثة في البداية تدريبات في الخارج في أوغندا. كان مقرها الرئيسي مؤقتًا في كمبالا، وتم التدريب في معسكر عسكري في بيهانغا. في 22 كانون الثاني / يناير 2013، مدد مجلس الاتحاد الأوروبي ولاية البعثة للمرة الثالثة حتى آذار / مارس 2015، في عملية إضافة أنشطة استشارية وتوجيهية إستراتيجية إلى مجالات تركيز البعثة. 
منذ إنشائها، درب مسؤولو بعثة الاتحاد الأوروبي في الصومال حوالي 3600 من أفراد الجيش الصومالي. في الأشهر القليلة الأولى من عام 2014، نقلت البعثة بشكل دائم جميع أنشطتها الاستشارية والتوجيهية والتدريبية إلى الصومال، حيث تدير الآن عنصر التوجيه والاستشارة والتدريب في مقديشو. 
في فبراير 2014، بدأت البعثة أول برنامج «تدريب المدربين» في معسكر تدريب الجزيرة في مقديشو. سيشارك 60 جنديًا من الجيش الوطني الصومالي تم تدريبهم سابقًا من قبل بعثة الاتحاد الأوروبي في تيمورالشرقية في دورة تنشيطية مدتها أربعة أسابيع حول تقنيات وإجراءات المشاة، بما في ذلك القانون الإنساني الدولي والأخلاقيات العسكرية. سيجري التدريب 16 مدربا من الاتحاد الأوروبي. بعد الانتهاء من الدورة، سيتم تأهيل الجنود الصوماليين كمدربين لتدريب مجندي الجيش الوطني الصومالي، مع التوجيه الذي يقدمه أفراد بعثة الاتحاد الأوروبي في الصومال. كما بدأ فريق من مستشاري بعثة الاتحاد الأوروبي في الصومال في تقديم المشورة الاستراتيجية لوزارة الدفاع الصومالية وهيئة الأركان العامة. بالإضافة إلى ذلك، من المتصور بناء القدرات والمشورة والتوجيه المحدد فيما يتعلق بتطوير قطاع الأمن والتدريب لعام 2014. 

## مهمة
بعثة الاتحاد الأوروبي في الصومال تشارك مع السلطات الصومالية لبناء جيش وطني محترف يكون مسؤولاً أمام الحكومة الصومالية. وتتم أنشطته في إطار الوجود العام للاتحاد الأوروبي في الصومال، بما في ذلك المشاركة السياسية والأمنية والمدنية.

## القادة
اعتبارًا من مارس 2015، تولى قيادة بعثة الاتحاد الأوروبي في الصومال العميد أنطونيو ماجي (إيطاليا). وقد خلف العميد ماسيمو مينجاردي (إيطاليا)، والعميد جيرالد أهيرن (أيرلندا)، والعقيد مايكل بيري (أيرلندا)، والعقيد ريكاردو غونزاليس إيلول (إسبانيا). 

## التمويل
في الفترة من فبراير 2013 إلى مارس 2015، بلغ التمويل المشترك لبعثة الاتحاد الأوروبي في الصومال 11.6 مليون يورو. 

## الشراكة
تعمل بعثة الاتحاد الأوروبي في الصومال بالتعاون والتنسيق الوثيقين مع الأطراف وأصحاب المصلحة الدوليين الآخرين. ومن بين هذه الأمم المتحدة ووزارة الخارجية الأمريكية وبعثة الاتحاد الأفريقي في الصومال. 
بالإضافة إلى ذلك، لدى بعثة الاتحاد الأوروبي في الصومال خلية دعم في بروكسل ومكتب اتصال في نيروبي. 

## روابط خارجية
- بعثة الاتحاد الأوروبي التدريبية في الصومال